# Université des arts de Târgu Mureș
L'Universitatea de Arte din Târgu Mureș (Université des arts de Târgu Mureș) est un établissement d'enseignement supérieur roumain.

## Anciens professeurs
- Ernő Szabó

## Anciens élèves
- György Harag
- Gizella Hervay

## Galerie

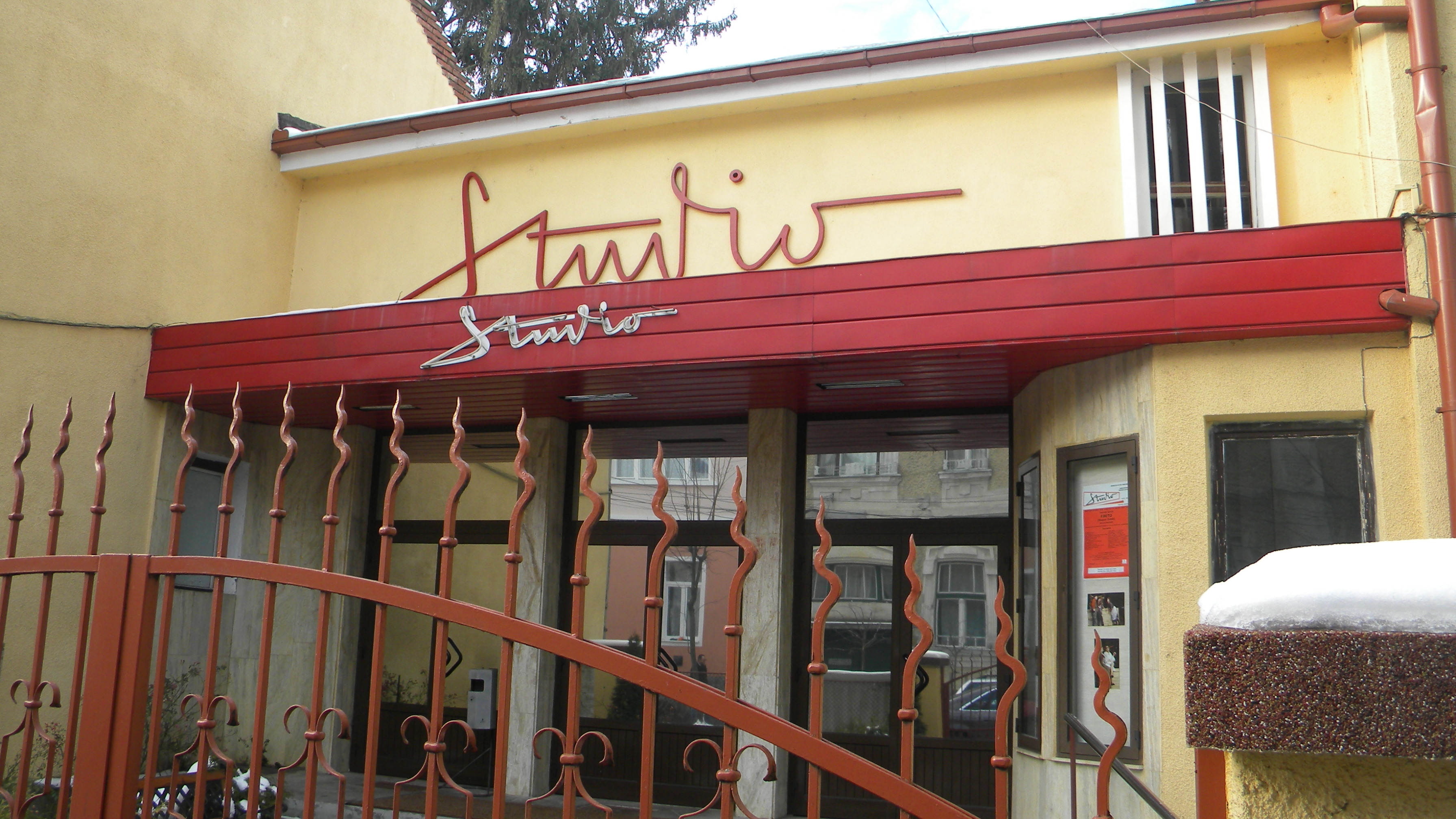
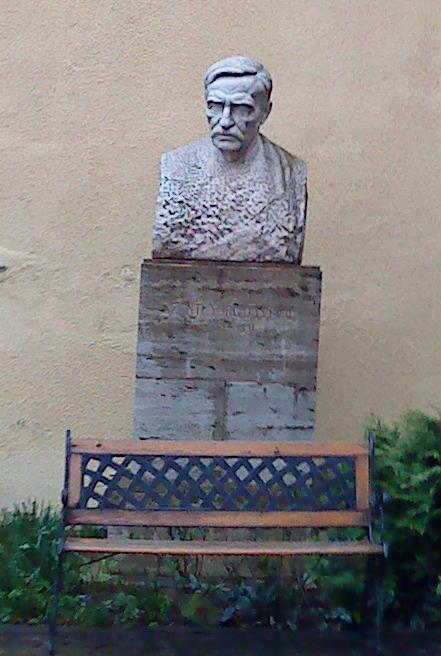
Szentgyörgyi István (színművész) (hu)
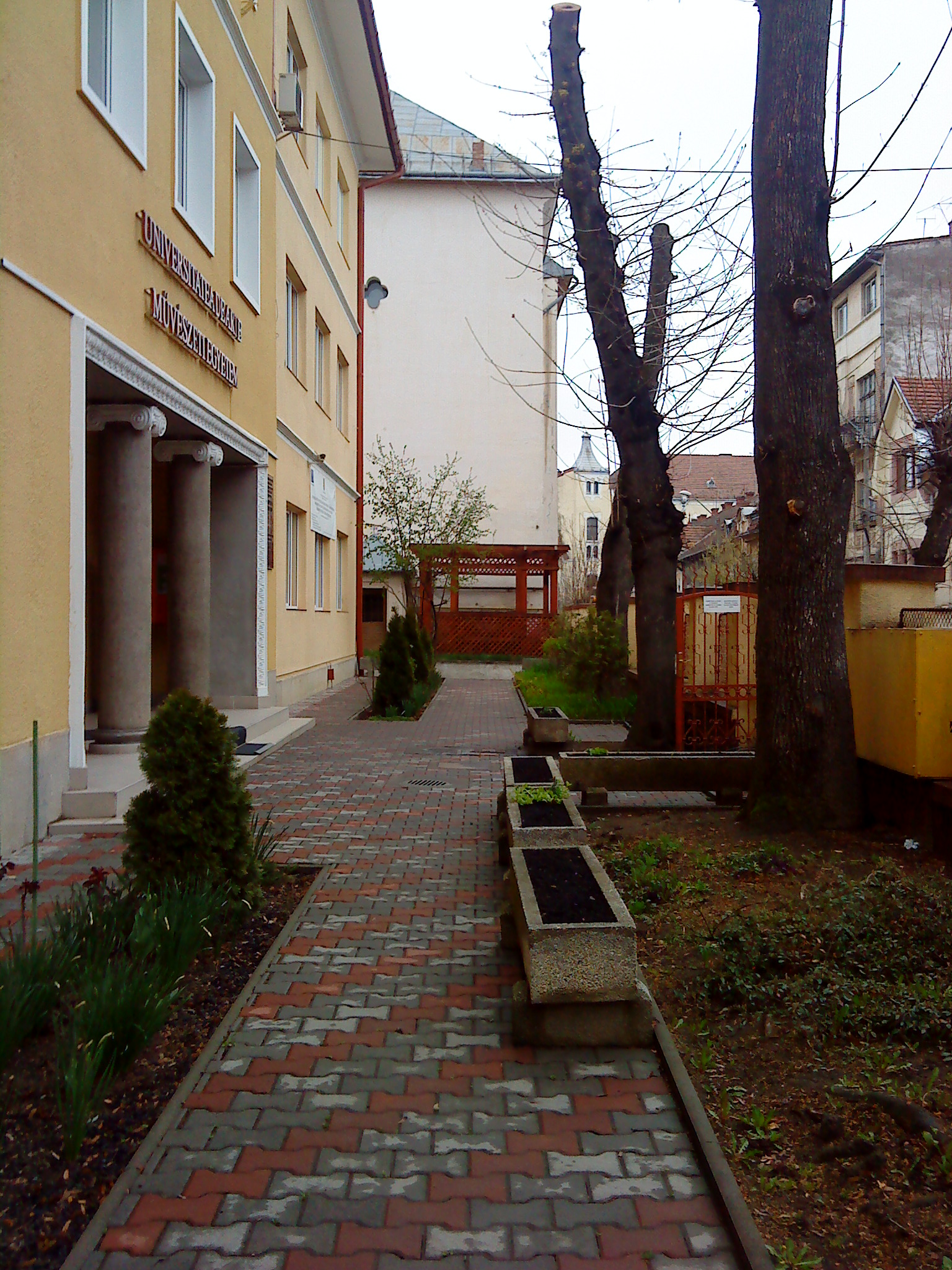
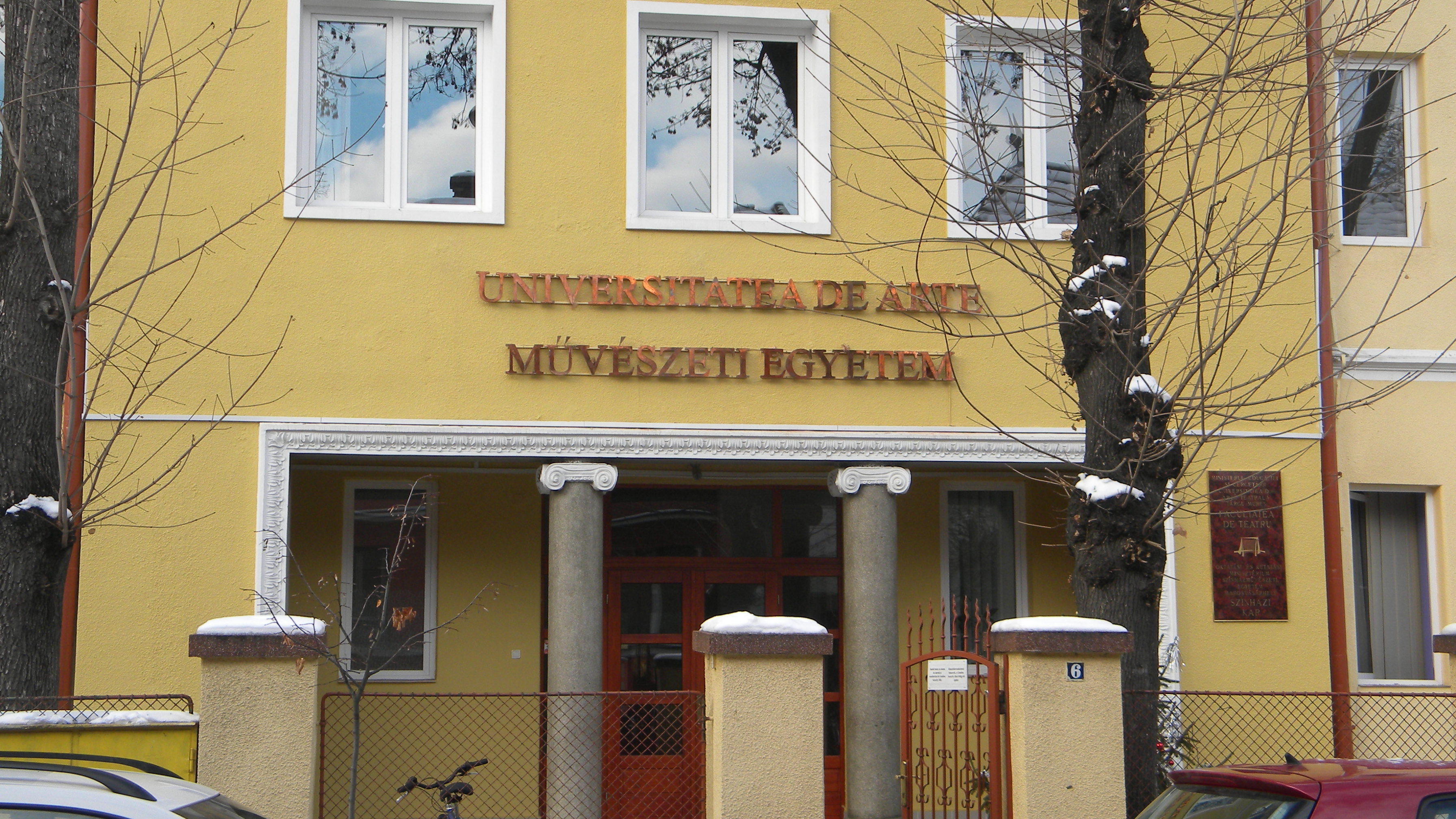
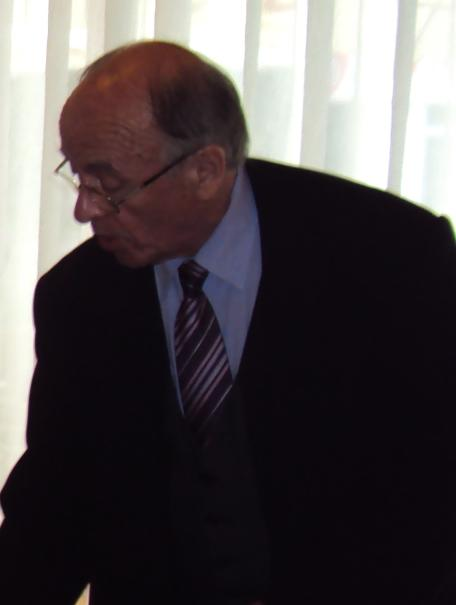